# Supercopa de España de fútbol 2020
La Supercopa de España 2020 fue la XXXVI edición del torneo, correspondiente a la temporada 2019-20. Se disputó fuera de territorio español, en el estadio King Abdullah Sports City, en la ciudad de Yeda, en Arabia Saudita.
Fue la primera ocasión en la que participaron más de dos equipos, la primera también en la que hubo semifinales y final y, dado que el campeón de liga y el campeón de copa fueron eliminados en semifinales, fue también la primera vez en la que en el partido decisivo por el título no contendió ninguno de los campeones de la temporada anterior. Fue así la cuarta edición en la que un equipo se alzó con la Supercopa sin haberse proclamado campeón de Liga o Copa del Rey la temporada anterior, tras el F. C. Barcelona en 1996, el R. C. D. Mallorca en 1998, y el Athletic Club en 2015. También fue la primera edición que se definió en la tanda de penaltis.

## Cambio de formato
Se propuso la creación de un nuevo modelo para la Supercopa de España, con la participación de cuatro equipos (retomando así el formato de uno de sus precedentes, la Copa Presidente de 1941-1947), y se disputó fuera de España. Los dos primeros de la Liga 2018-19 y los dos finalistas de la Copa 2018-19 se enfrentaron en un formato de semifinales y final que se llevó a cabo en tres partidos. En caso de coincidencia, accederá a la Supercopa el mejor clasificado en Liga que no haya disputado la final de la Copa del Rey. Con dicho cambio, el torneo se jugó en enero de 2020.

## Participantes
Se suponía que en el torneo participarían los ganadores y subcampeones de la Copa del Rey 2018-19 y la Liga 2018-19. Sin embargo, como el Barcelona fue campeón de La Liga y subcampeón de la Copa del Rey, el puesto extra fue para el tercero en La Liga, el Real Madrid.
|  | F. C. Barcelona    | Bandera de Cataluña                |  | Campeón de la Liga 2018-19 y subcampeón de la Copa del Rey 2018-19 |
|  | Valencia C. F.     | Bandera de la Comunidad Valenciana |  | Campeón de la Copa del Rey 2018-19                                 |
|  | Atlético de Madrid | Bandera de la Comunidad de Madrid  |  | Subcampeón de la Liga 2018-19                                      |
|  | Real Madrid C. F.  | Bandera de la Comunidad de Madrid  |  | Tercer clasificado de la Liga 2018-19                              |

### Reparto económico
El Barcelona y el Real Madrid recibieron un fijo de 6,8 millones de euros cada uno por su participación; el Atlético, cuatro millones y el Valencia, 2,5 millones. Dichas cantidades estaban basadas en el palmarés histórico de los clubes participantes y no en sus resultados deportivos en la temporada anterior.
 Los finalistas se embolsaron además 12 millones de euros cada uno, mientras que cada semifinalista recibió 8,9 millones adicionales.

## Árbitros
El 23 de diciembre se informó de los árbitros principales que participaron en dicha edición.
- Guillermo Cuadra Fernández

- Jesús Gil Manzano

- Pablo González Fuertes

- José Luis González González

- Santiago Jaime Latre

- Juan Martínez Munuera

- José María Sánchez Martínez

## Cuadro
El sorteo, sin ningún tipo de restricción, se celebró el 11 de noviembre de 2019 en la sede de la Real Federación Española de Fútbol.
|  | Semifinales        | Semifinales        | Semifinales        |                    |                        | Final                  | Final | Final |  |
|  |                    |                    |                    |                    |                        |                        |       |       |  |
|  |                    |                    |                    |                    |                        |                        |       |       |  |
|  | Valencia C. F.     | Valencia C. F.     | 1                  |                    |                        |                        |       |       |  |
|  | Valencia C. F.     | Valencia C. F.     | 1                  |                    |                        |                        |       |       |  |
|  | Real Madrid C. F.  | Real Madrid C. F.  | 3                  |                    |                        |                        |       |       |  |
|  | Real Madrid C. F.  | Real Madrid C. F.  | 3                  |                    | Real Madrid C. F. (p.) | Real Madrid C. F. (p.) | 0 (4) |       |  |
|  |                    |                    |                    |                    | Real Madrid C. F. (p.) | Real Madrid C. F. (p.) | 0 (4) |       |  |
|  |                    |                    | Atlético de Madrid | Atlético de Madrid | 0 (1)                  |                        |       |       |  |
|  | F. C. Barcelona    | F. C. Barcelona    | Atlético de Madrid | Atlético de Madrid | 0 (1)                  | 2                      |       |       |  |
|  | F. C. Barcelona    | F. C. Barcelona    |                    |                    |                        | 2                      |       |       |  |
|  | Atlético de Madrid | Atlético de Madrid | 3                  |                    |                        |                        |       |       |  |
|  | Atlético de Madrid | Atlético de Madrid | 3                  |                    |                        |                        |       |       |  |
|  |                    |                    |                    |                    |                        |                        |       |       |  |

### Semifinales
| Semifinal 1; 8 de enero de 2020, 20:00 HEC | Valencia C. F. | 1:3 (0:2) | Real Madrid C. F.                 | King Abdullah Sports City, Yeda                                               |                                                                               |
|                                            | Parejo 90+1'   | Reporte   | 15' Kroos · 39' Isco · 66' Modrić | Asistencia: 40.877 espectadores Árbitro(s): Gil Manzano VAR: González Fuertes | Asistencia: 40.877 espectadores Árbitro(s): Gil Manzano VAR: González Fuertes |

| Uniformes |  |
|           |  |

| Semifinal 2; 9 de enero de 2020, 20:00 HEC | F. C. Barcelona           | 2:3 (0:0) | Atlético de Madrid                       | King Abdullah Sports City, Yeda                                                     |                                                                                     |
|                                            | Messi 51' · Griezmann 62' | Reporte   | 46' Koke · 82' Morata · 86' Ángel Correa | Asistencia: 58.410 espectadores Árbitro(s): González González VAR: Martínez Munuera | Asistencia: 58.410 espectadores Árbitro(s): González González VAR: Martínez Munuera |

| Uniformes |  |
|           |  |

### Final
| 13    | POR   | Thibaut Courtois |      |
| 2     | DEF   | Dani Carvajal    |      |
| 5     | DEF   | Raphaël Varane   |      |
| 4     | DEF   | Sergio Ramos     |      |
| 23    | DEF   | Ferland Mendy    |      |
| 15    | MED   | Fede Valverde    |      |
| 14    | MED   | Casemiro         |      |
| 8     | MED   | Toni Kroos       | 103' |
| 10    | MED   | Luka Modrić      |      |
| 22    | MED   | Isco             | 60'  |
| 18    | DEL   | Luka Jović       | 83'  |
| D. T. | D. T. | Zinedine Zidane  |      |

| 13    | POR   | Jan Oblak       |      |
| 23    | DEF   | Kieran Trippier |      |
| 18    | DEF   | Felipe Monteiro |      |
| 2     | DEF   | José Giménez    | 98'  |
| 12    | DEF   | Renan Lodi      | 89'  |
| 10    | MED   | Ángel Correa    |      |
| 16    | MED   | Héctor Herrera  | 56'  |
| 5     | MED   | Thomas Partey   |      |
| 8     | MED   | Saúl Ñíguez     |      |
| 9     | DEL   | Álvaro Morata   |      |
| 7     | DEL   | João Félix      | 101' |
| D. T. | D. T. | Diego Simeone   |      |

| 27 | DEL | Rodrygo Goes | 60'  |
| 24 | DEL | Mariano      | 83'  |
| 25 | DEL | Vinícius     | 103' |

| 20 | MED | Vitolo          | 56'  |
| 14 | MED | Marcos Llorente | 89'  |
| 15 | DEF | Stefan Savić    | 98'  |
| 4  | DEF | Santiago Arias  | 101' |

| Acierto de penal · Acierto de penal · Acierto de penal · Acierto de penal | Dani Carvajal Rodrygo Goes Luka Modrić Sergio Ramos | 1:0 2:0 3:0 4:1 |

| Fallo de penal · Fallo de penal · Acierto de penal | Saúl Ñíguez Thomas Partey Kieran Trippier | 1:0 2:0 3:1 |

| 90+2' · 90+3' · 111' · 115' | Ferland Mendy Luka Modrić Federico Valverde Dani Carvajal |

| 27' · 74' · 115' · 115' | Felipe Thomas Partey Ángel Correa Stefan Savić |

| 115' | Federico Valverde |

| Principal  | Sánchez Martínez  |
| Asistentes | Cabañero Martínez |
|            | Gallego García    |
| Cuarto     | Cuadra Fernández  |
| Quinto     | Barbero Sevilla   |

| VAR            | Iglesias Villanueva    |
| Asistentes VAR | Jaime Latre            |
|                | Díaz Pérez del Palomar |

|                    |     |     |
| Tiros              | 23  | 15  |
| Tiros a puerta     | 5   | 5   |
| Faltas             | 20  | 23  |
| Saques de esquina  | 6   | 8   |
| Fueras de juego    | 0   | 1   |
| Posesión del balón | 66% | 34% |

| Alineación inicial |

| 13    | POR   | Thibaut Courtois |      |
| 2     | DEF   | Dani Carvajal    |      |
| 5     | DEF   | Raphaël Varane   |      |
| 4     | DEF   | Sergio Ramos     |      |
| 23    | DEF   | Ferland Mendy    |      |
| 15    | MED   | Fede Valverde    |      |
| 14    | MED   | Casemiro         |      |
| 8     | MED   | Toni Kroos       | 103' |
| 10    | MED   | Luka Modrić      |      |
| 22    | MED   | Isco             | 60'  |
| 18    | DEL   | Luka Jović       | 83'  |
| D. T. | D. T. | Zinedine Zidane  |      |

| 13    | POR   | Jan Oblak       |      |
| 23    | DEF   | Kieran Trippier |      |
| 18    | DEF   | Felipe Monteiro |      |
| 2     | DEF   | José Giménez    | 98'  |
| 12    | DEF   | Renan Lodi      | 89'  |
| 10    | MED   | Ángel Correa    |      |
| 16    | MED   | Héctor Herrera  | 56'  |
| 5     | MED   | Thomas Partey   |      |
| 8     | MED   | Saúl Ñíguez     |      |
| 9     | DEL   | Álvaro Morata   |      |
| 7     | DEL   | João Félix      | 101' |
| D. T. | D. T. | Diego Simeone   |      |

| 27 | DEL | Rodrygo Goes | 60'  |
| 24 | DEL | Mariano      | 83'  |
| 25 | DEL | Vinícius     | 103' |

| 20 | MED | Vitolo          | 56'  |
| 14 | MED | Marcos Llorente | 89'  |
| 15 | DEF | Stefan Savić    | 98'  |
| 4  | DEF | Santiago Arias  | 101' |

| Acierto de penal · Acierto de penal · Acierto de penal · Acierto de penal | Dani Carvajal Rodrygo Goes Luka Modrić Sergio Ramos | 1:0 2:0 3:0 4:1 |

| Fallo de penal · Fallo de penal · Acierto de penal | Saúl Ñíguez Thomas Partey Kieran Trippier | 1:0 2:0 3:1 |

| 90+2' · 90+3' · 111' · 115' | Ferland Mendy Luka Modrić Federico Valverde Dani Carvajal |

| 27' · 74' · 115' · 115' | Felipe Thomas Partey Ángel Correa Stefan Savić |

| 115' | Federico Valverde |

| Principal  | Sánchez Martínez  |
| Asistentes | Cabañero Martínez |
|            | Gallego García    |
| Cuarto     | Cuadra Fernández  |
| Quinto     | Barbero Sevilla   |

| VAR            | Iglesias Villanueva    |
| Asistentes VAR | Jaime Latre            |
|                | Díaz Pérez del Palomar |

|                    |     |     |
| Tiros              | 23  | 15  |
| Tiros a puerta     | 5   | 5   |
| Faltas             | 20  | 23  |
| Saques de esquina  | 6   | 8   |
| Fueras de juego    | 0   | 1   |
| Posesión del balón | 66% | 34% |

| Alineación inicial |

| 13    | POR   | Thibaut Courtois |      |
| 2     | DEF   | Dani Carvajal    |      |
| 5     | DEF   | Raphaël Varane   |      |
| 4     | DEF   | Sergio Ramos     |      |
| 23    | DEF   | Ferland Mendy    |      |
| 15    | MED   | Fede Valverde    |      |
| 14    | MED   | Casemiro         |      |
| 8     | MED   | Toni Kroos       | 103' |
| 10    | MED   | Luka Modrić      |      |
| 22    | MED   | Isco             | 60'  |
| 18    | DEL   | Luka Jović       | 83'  |
| D. T. | D. T. | Zinedine Zidane  |      |

| 13    | POR   | Jan Oblak       |      |
| 23    | DEF   | Kieran Trippier |      |
| 18    | DEF   | Felipe Monteiro |      |
| 2     | DEF   | José Giménez    | 98'  |
| 12    | DEF   | Renan Lodi      | 89'  |
| 10    | MED   | Ángel Correa    |      |
| 16    | MED   | Héctor Herrera  | 56'  |
| 5     | MED   | Thomas Partey   |      |
| 8     | MED   | Saúl Ñíguez     |      |
| 9     | DEL   | Álvaro Morata   |      |
| 7     | DEL   | João Félix      | 101' |
| D. T. | D. T. | Diego Simeone   |      |

| 27 | DEL | Rodrygo Goes | 60'  |
| 24 | DEL | Mariano      | 83'  |
| 25 | DEL | Vinícius     | 103' |

| 20 | MED | Vitolo          | 56'  |
| 14 | MED | Marcos Llorente | 89'  |
| 15 | DEF | Stefan Savić    | 98'  |
| 4  | DEF | Santiago Arias  | 101' |

| Acierto de penal · Acierto de penal · Acierto de penal · Acierto de penal | Dani Carvajal Rodrygo Goes Luka Modrić Sergio Ramos | 1:0 2:0 3:0 4:1 |

| Fallo de penal · Fallo de penal · Acierto de penal | Saúl Ñíguez Thomas Partey Kieran Trippier | 1:0 2:0 3:1 |

| 90+2' · 90+3' · 111' · 115' | Ferland Mendy Luka Modrić Federico Valverde Dani Carvajal |

| 27' · 74' · 115' · 115' | Felipe Thomas Partey Ángel Correa Stefan Savić |

| 115' | Federico Valverde |

| Principal  | Sánchez Martínez  |
| Asistentes | Cabañero Martínez |
|            | Gallego García    |
| Cuarto     | Cuadra Fernández  |
| Quinto     | Barbero Sevilla   |

| VAR            | Iglesias Villanueva    |
| Asistentes VAR | Jaime Latre            |
|                | Díaz Pérez del Palomar |

|                    |     |     |
| Tiros              | 23  | 15  |
| Tiros a puerta     | 5   | 5   |
| Faltas             | 20  | 23  |
| Saques de esquina  | 6   | 8   |
| Fueras de juego    | 0   | 1   |
| Posesión del balón | 66% | 34% |

| Alineación inicial |

| 13    | POR   | Thibaut Courtois |      |
| 2     | DEF   | Dani Carvajal    |      |
| 5     | DEF   | Raphaël Varane   |      |
| 4     | DEF   | Sergio Ramos     |      |
| 23    | DEF   | Ferland Mendy    |      |
| 15    | MED   | Fede Valverde    |      |
| 14    | MED   | Casemiro         |      |
| 8     | MED   | Toni Kroos       | 103' |
| 10    | MED   | Luka Modrić      |      |
| 22    | MED   | Isco             | 60'  |
| 18    | DEL   | Luka Jović       | 83'  |
| D. T. | D. T. | Zinedine Zidane  |      |

| 13    | POR   | Jan Oblak       |      |
| 23    | DEF   | Kieran Trippier |      |
| 18    | DEF   | Felipe Monteiro |      |
| 2     | DEF   | José Giménez    | 98'  |
| 12    | DEF   | Renan Lodi      | 89'  |
| 10    | MED   | Ángel Correa    |      |
| 16    | MED   | Héctor Herrera  | 56'  |
| 5     | MED   | Thomas Partey   |      |
| 8     | MED   | Saúl Ñíguez     |      |
| 9     | DEL   | Álvaro Morata   |      |
| 7     | DEL   | João Félix      | 101' |
| D. T. | D. T. | Diego Simeone   |      |

| 27 | DEL | Rodrygo Goes | 60'  |
| 24 | DEL | Mariano      | 83'  |
| 25 | DEL | Vinícius     | 103' |

| 20 | MED | Vitolo          | 56'  |
| 14 | MED | Marcos Llorente | 89'  |
| 15 | DEF | Stefan Savić    | 98'  |
| 4  | DEF | Santiago Arias  | 101' |

| Acierto de penal · Acierto de penal · Acierto de penal · Acierto de penal | Dani Carvajal Rodrygo Goes Luka Modrić Sergio Ramos | 1:0 2:0 3:0 4:1 |

| Fallo de penal · Fallo de penal · Acierto de penal | Saúl Ñíguez Thomas Partey Kieran Trippier | 1:0 2:0 3:1 |

| 90+2' · 90+3' · 111' · 115' | Ferland Mendy Luka Modrić Federico Valverde Dani Carvajal |

| 27' · 74' · 115' · 115' | Felipe Thomas Partey Ángel Correa Stefan Savić |

| 115' | Federico Valverde |

| Principal  | Sánchez Martínez  |
| Asistentes | Cabañero Martínez |
|            | Gallego García    |
| Cuarto     | Cuadra Fernández  |
| Quinto     | Barbero Sevilla   |

| VAR            | Iglesias Villanueva    |
| Asistentes VAR | Jaime Latre            |
|                | Díaz Pérez del Palomar |

|                    |     |     |
| Tiros              | 23  | 15  |
| Tiros a puerta     | 5   | 5   |
| Faltas             | 20  | 23  |
| Saques de esquina  | 6   | 8   |
| Fueras de juego    | 0   | 1   |
| Posesión del balón | 66% | 34% |

| Alineación inicial |

| Campeón Supercopa de España 2020 |
| -------------------------------- |
| Real Madrid C. F. 11.° Título    |

| Predecesor: Supercopa de España 2018 | Supercopa de España 2020 | Sucesor: Supercopa de España 2021 |